# NGC 7417
NGC 7417 ist eine Balken-Spiralgalaxie vom Hubble-Typ SBab im Sternbild Tukan am Südsternhimmel. Sie ist schätzungsweise 138 Millionen Lichtjahre von der Milchstraße entfernt und hat einen Durchmesser von etwa 100.000 Lj.
Im selben Himmelsareal befinden sich u. a. die Galaxien IC 5266 und IC 5272.
Das Objekt wurde am 20. Juli 1835 von John Herschel entdeckt.